# 豊臣秀長
豊臣 秀長（とよとみ ひでなが / とよとみ の ひでなが）  または羽柴 秀長（はしば ひでなが）は、戦国時代から安土桃山時代にかけての武将、大名。

## 概説
豊臣秀吉の異父弟（同父弟説もある）。豊臣政権において内外の政務および軍事面で活躍を見せ、天下統一に貢献した。
最終的には大和・紀伊・和泉の3ヶ国に河内国の一部を加え、約110余万石の大名となるに至る。また官位も従二位権大納言に栄進したことから、大和大納言と尊称された。秀吉は秀長を隣に配して重用し、また秀長も秀吉に異を唱え制御できる人物であった。短期間で成長を遂げ、徳川家康や伊達政宗など外様大名を抱える豊臣政権における調整役であり、政権の安定には欠かせぬ貴重な人物だった。

## 生涯

### 織田信長の時代

#### 秀吉の弟
天文9年（1540年）、竹阿弥の子（一説には木下弥右衛門の子）、秀吉の異父弟（一説に同父弟）として尾張国愛知郡中村（現・名古屋市中村区）に生まれる。なお、『多聞院日記』には秀長の享年を「五十一」と記載しており、著者の英俊が秀長の領国である大和国にある興福寺多聞院の僧侶であることから、一時は同日記に記載された享年からの逆算によって天文10年（1541年）生まれではないかとする見方も浮上した。ところが、秀長が病死する前年の天正18年（1590年）10月付で秀長の病気平癒を願って作成された都状が奈良国立博物館に所蔵されていることが指摘され、そこには「五十一」と明記されている。翌年正月に病死する直前に秀長は52歳になっている筈なので、そこから逆算すると従来の通説である天文9年生まれが正しいということになる。
具体的な時期は不明であるが、織田信長の家臣として活躍するようになった秀吉に連れられて信長に出仕し、兄と共に信長の家臣となった。
斎藤龍興との戦いでは、合戦に参加する秀吉に代わって城の留守居役を務めることが多かった。
天正元年（1573年）、秀吉が浅井氏を滅ぼした功により長浜城主となると、城代を務めることもあった。この3年後、1576年には、秀長の右腕となる藤堂高虎が仕官し、この主従関係は秀長の養子である秀保が早世するまで続いた。天正2年（1574年）、秀吉が越前一向一揆と対峙して出陣できなかったため、秀吉の代理人として長島一向一揆討伐に出陣する（『信長公記』）。
天正3年（1575年）、羽柴の名字を与えられる。
秀吉が信長の命令により中国攻めの総司令官となると、山陰道及び但馬国平定の指揮を委ねられる。黒田孝高宛の秀吉直筆の手紙に、信頼の代名詞として「小一郎」（秀長の通称）の名が出るなど、秀吉陣営の最重要の人物に成長する（黒田侯爵家文書）。天正5年（1577年）に秀吉に従い播磨国に赴き、その後は但馬攻めに参戦した。竹田城が斎村政広によって落城（竹田城の戦い）すると、城代に任命される（『信長公記』）。
天正6年（1578年）に東播磨地域で別所長治が反旗を翻し、兄と共に制圧に明け暮れることとなり、支配の後退した但馬を再度攻めることとなった。同年、黒井城の戦いに援軍として参戦する。
天正7年（1579年）、別所長治の三木城への補給を断つため丹生山を襲撃する。続いて淡河城を攻めるが、淡河定範の策により撤退した。しかし定範が城に火を放ち、三木城に後退したため補給路を断つことに成功する（三木合戦）。但馬竹田城より丹波北部の天田郡、何鹿郡に攻め入り江田氏の綾部城を攻略し落城に追い込む。天正8年（1580年）1月に別所一族が切腹し、三木合戦が終戦する。

#### 但馬時代
天正8年（1580年）4月、羽柴軍が但馬国有子山城を落城させ、但馬国平定が完了する。戦後、但馬国7郡10万5千余石と播磨国2郡を与えられた。同年5月、有子山城に入る。
同時代の史料を見ると、美含・城崎両郡は二方郡と共に宮部継潤が、出石郡は木下昌利が支配していることが確認されるため、実際の但馬国内の秀長領は残りの養父・朝来・七美・気多の4郡とみられ、本拠も『信長公記』が記すように朝来郡の竹田城であったと考えられている。
祐豊の子山名堯煕は羽柴家家臣として召し抱えられ鳥取城攻めに従軍する。それに伴い山名家旧臣但馬国人の多くは羽柴家家臣となった。
天正9年（1581年）3月に毛利家から吉川経家が鳥取城に入城する。秀吉は鳥取城を取り囲み、兵糧攻めが開始される（鳥取城の戦い）。秀長も鳥取城の包囲する陣城の一つを指揮する。同年10月、経家の切腹により終戦する。
天正10年（1582年）4月、秀吉軍は備中高松城を包囲し、水攻めを行う（備中高松城の戦い）。秀長は鼓山付近に陣を張り参戦する。6月には水攻めの効果により、城主・清水宗治が切腹する。

### 秀吉の時代

#### 但馬 播磨の国主
天正10年6月2日（1582年6月21日）、織田信長が明智光秀による謀叛（本能寺の変）で死亡すると、秀吉軍はすぐさま戦闘状態であった毛利家と和睦協定を結び、畿内へ撤退を開始する。秀吉の「中国大返し」に従って、秀長も山崎の戦いに参戦、黒田孝高と共に天王山の守備にあたる。
天正11年（1583年）、賤ヶ岳の戦いに参戦、田上山に布陣して秀吉が「美濃大返し」を行うまで木ノ本の本陣を守備する。同年美濃守に任官し、但馬・播磨の2ヶ国を拝領して竹田城と姫路城を居城にした。ただし、但馬国は二方郡は従前通り宮部継潤が、美含・城崎郡は木下助兵衛尉が、出石郡は青木重吉が支配しているために実質従前と変わらず、播磨国も三木城の前野長康、龍野城の蜂須賀正勝、広瀬城（長水城）の御子田正治は引き続き置かれていた。
天正12年（1584年）、徳川家康との間で小牧・長久手の戦いが起きる。秀長は家康と連合を組んでいる織田信雄領の伊勢へ進軍し、松ヶ島城を落とすなどした。信雄との講和交渉では秀吉の名代として直接交渉に赴いている。この戦いでは甥・羽柴秀次が失態により秀吉に叱責されたが、その後の紀伊・四国への遠征では秀長と共に従軍し、秀吉に対する秀次の信頼回復に尽力した。

#### 大和大納言
天正13年（1585年）3月、紀州征伐では秀次と共に秀吉の副将に任命され、太田城攻めなどに参加する。紀州制圧後、秀吉から功績として紀伊・和泉などの約64万石余の所領を与えられる。同年、居城となる和歌山城の築城時に藤堂高虎を普請奉行に任命する。
同年6月、四国攻めでは病気で出陣できない秀吉の代理人として10万を超える軍勢の総大将に任じられ、自らも阿波へ進軍する。しかし長宗我部氏の抵抗も激しく、また毛利氏・宇喜多氏の合同軍のため侵攻が遅れ気味となった。心配した秀吉から援軍の申し出がなされたが、秀長は断りの書状を秀吉に送ると（『四国御発向事』）、一宮城を落とし長宗我部元親を降伏させた。同年閏8月18日、元親を降した功績を賞され、紀伊国・和泉国に、大和国を加増されて、合計100万石で郡山城に入城されるが、実際の石高は73万4千石であった（『文禄検地帳』）。なお、時期は不明であるが秀吉の意向で和泉国は一旦接収されて石川吉輝や小出秀政・片桐且元らに分割され、改めて和泉・伊賀両国内に所領を与えられている。秀長の領国である紀伊・大和・和泉地方は寺社勢力が強く、決して治めやすい土地柄ではなかったが、諸問題の解決に時に苛烈な処置を辞さなかったものの、後に大きな問題も残さなかったところを見ると、内政面でも辣腕であったことが窺える。現に大和入国と同時期に盗賊の追補を通達（廊坊家文書）・検地実施（諸家単一文書）・全5ヶ条の掟の制定（法隆寺文書）を行うなど多くの政策を実施している。また、大和の陶器・赤膚焼を開窯するなど広い政策も行った。このころ豊臣の本姓を与えられる。
従二位、大納言の官位を得て、大和大納言と称される。

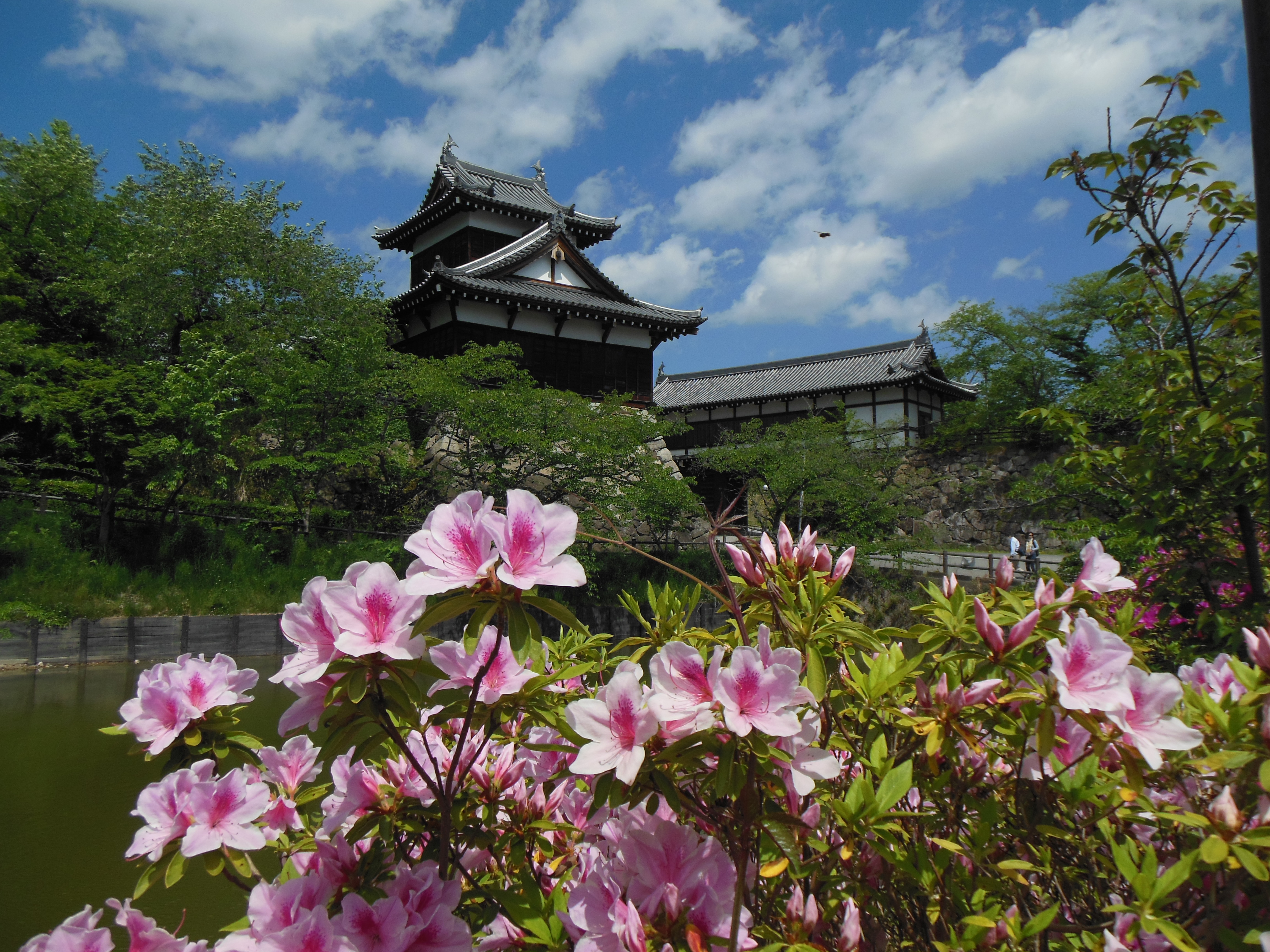
郡山城

天正14年2月8日（1586年3月27日）、摂津国有馬湯山へ入る（『多聞院日記』）。この頃から体調が崩れやすくなったと思われ、この後も数度にわたり湯治に訪れている。また、湯治中に金蔵院・宝光院などが見舞いとして訪れており、本願寺顕如からも使者が訪れている。同年10月26日（12月6日）、上洛を拒み続けた徳川家康が大坂に到着し、秀長邸に宿泊した。その晩、秀吉自ら家康の前に現れて臣従を求める出来事が起きる。これを記す文献は多く存在する（『家忠日記』・『徳川実紀』）。
天正14年（1586年）、大友宗麟が島津氏の圧迫により窮地に陥り、秀吉の参戦介入と救済を求めて上洛。秀吉は宗麟をもてなし「内々の儀は宗易（千利休）、公儀の事は宰相（秀長）存じ候、いよいよ申し談ずべし」と述べた。つまり、豊臣政権の大名統制の権限が秀長に委託されていたことが知られるのである（『大友家文書録』）。同年8月、奥熊野の地侍たちによる一揆が発起する（北山一揆）。秀長も出陣したが、豪雪のため征伐は留まった。天正17年（1589年）には一揆は鎮圧された。

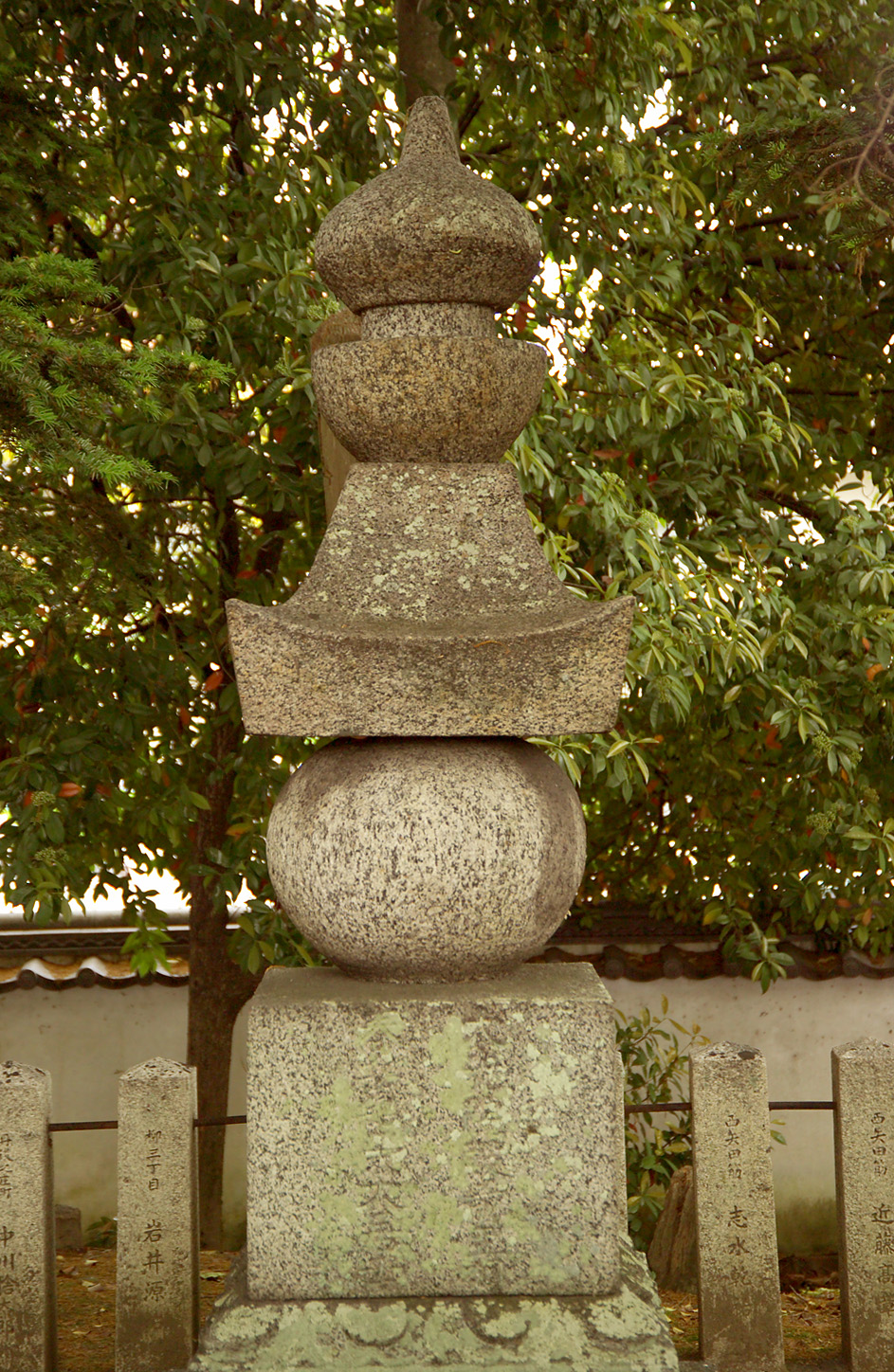
墓所「大納言塚」（奈良県大和郡山市）

天正15年（1587年）の九州平定では日向方面の総大将として出陣する。耳川の戦いの舞台となった高城を包囲すると、援軍として駆けつけた島津義弘が宮部継潤の陣に夜襲を仕掛ける（根白坂の戦い）。継潤が抗戦している間に、藤堂高虎・戸川達安らが合流する。島津軍の夜襲は失敗に終わり、島津軍が薩摩国に撤退する。その後、島津家久が講和に秀長を訪ね、日向方面の進軍は終了する。この功績により、8月に従二位権大納言に叙任された。しかし秀長は、九州征伐に参加した大名に割高な兵糧を売り付けようとして秀吉に止められている。
天正16年（1588年）、紀伊の雑賀において材木の管理をしていた代官・吉川平介が、秀長に売買を命じられた熊野の材木2万本の代金を着服する事件が起きた。秀吉の耳に届き、吉川が処刑される。秀長自身も責任を問われ、秀吉から翌年の年頭の挨拶を拒否された。なお、平介の同名の息子がその後も秀長に仕えていることが確認できる。
天正17年1月1日（1589年2月15日）、大坂城にて諸大名と共に、秀吉に新年祝賀の太刀進上を行う（『後編旧記雑録』）。この後、秀長が大坂城を訪れたという記録はない。同年3月、懐妊した秀吉の側室茶々の産所とするため淀城の改修を担当する。茶々は同年5月にここで秀吉の嫡男となる鶴松を生んだ。
しかし天正18年（1590年）1月頃から病が悪化、小田原征伐には参加できず畿内の留守居を務めた。4月には大和郡山城に戻って静養をしているが、7月に後北条氏の滅亡と秀吉の帰京を知らせを受けて、再び京都に戻っている。10月頃に秀次が秀長の病気回復の祈願のため談山神社に訪れており（談山神社文書）、両者の関係も良かったと思われる。また、10月19日には秀吉が大和郡山城の秀長を見舞っている。11月になると、死亡説が流れ始め、それまで秀長の花押が据えられていた発給文書に黒印が捺されるようになる。12月に入っても死去の噂が収まることはなかった。
天正19年1月22日（1591年2月15日）、秀長は郡山城内で病死した。享年52。男子がいなかったため、家督は養嗣子になっていた甥（姉・智の息子、秀次の弟）の秀保に継がせた。郡山城には金子56,000余枚、銀子は2間四方の部屋に満杯になる程の金銀が備蓄されていたという（多聞院日記）。
戒名は「大光院殿前亜相春岳紹栄大居士」。現在の大和郡山市箕山町に「大納言塚」が伝わる。また大阪市中央区の豊國神社には、兄・秀吉及び甥・秀頼と共に祀られている。
秀長の家系は4年後の文禄4年（1595年）4月16日に秀保が17歳で死去したことにより断絶した。

## 名称の変遷と官歴
通説では幼名を小竹（こちく）と称したとされるが、確認できる文書はない。『太閤素生記』には「是ハアダ名也」と書かれており、その説に従えば小竹は渾名で幼名は別に存在していたことになる。その後、小一郎（こいちろう）と改称し、織田氏に仕官した時には木下小一郎長秀と名乗った。小竹文生や柴裕之は主君である織田信長から偏諱を与えられたとしている。
秀吉が木下から羽柴に名字を改めたのは天正元年（1572年）以降であるが、秀長が発給した文書で羽柴を使用した初見は天正3年（1575年）11月11日付の発給文書からであり、羽柴小一郎長秀と署名している。次に（通称を）小一郎から美濃守へ代えているが、自己発給文書では小一郎の終見は天正10年（1582年）12月25日付、美濃守の初見は小牧・長久手の戦いの頃である天正12年（1584年）5月4日付である。他の文書から、賤ヶ岳の戦い後の論功行賞の一環により天正11年（1583年）の5月から7月頃と考えられる。更に天正12年（1584年）6月8日から9月12日までの間に長秀から秀長へ改名し、以後、死ぬまで秀長を使用した。これは、小牧・長久手の戦いにより信長の実質的後継者としての地位を兄・秀吉が揺るぎないものとしたため、秀の字を上に持ってきたものと考えられる（同時期に甥の信吉が「秀次」と改名しているのも同様の理由と思われる）。
官位については、美濃守以降、天正13年（1585年）10月4日に従四位下参議、天正14年（1586年）10月4日に従三位権中納言、天正15年（1587年）8月8日に従二位権大納言（義弟にあたる徳川家康と同位。同日に任官）に昇進して、以後天正19年（1591年）1月に没するまで代わることはなかった。また後陽成天皇の聚楽第行幸の際に、天正16年（1588年）4月15日付で天皇に諸大名が提出した起請文では、唯一豊臣姓を署名している。

### 官歴
○出典：『公卿補任』
- 天正14年（1586年）1月5日 - 従三位参議（従四位下）
  - 10月4日 - 権中納言
  - 11月5日 - 正三位
- 天正15年（1587年）8月8日 - 従二位権大納言

## 人物像
秀長は温厚な性格で、秀吉を補佐し、彼の偉業達成に貢献した。また寛仁大度の人物で、よく秀吉の欠点を補った。そのため諸大名は秀長に秀吉へのとりなしを頼み、多くの者がその地位を守ることが出来た。
寺社の多い大和を治めたが、大きな諍いもなかったことから実務能力も高かったと思われ、もし寿命が長ければ、豊臣の天下を永く継続させることができたかもしれないと評価されている。
一方で、奈良市中に対して「ならかし（奈良貸し）」と呼ばれる強引な高利貸行為が秀長主導で行われ、秀長死後も豊臣政権が横浜一庵ら秀長旧臣を介して継続させていることが判明している。秀長の死後に大和郡山城に残されていたという金銀もこうした行為の結果によるものであった可能性がある。
同時代の『多聞院日記』の著者である英俊は、秀長の死去を以下のように評している。
```
「米銭金銀充満、盛者必衰ノ金口無疑、国之様如何可成行哉、心細事也」（米や銭、金銀などが（大和郡山城内に）充満していた。栄える者は必ず衰えるがそれは蓄財が原因である。しかしながら（秀長が死去して）国の先行きはどうなるのだろうか。心配である）
```

## 系譜

### 妻
- 慈雲院：秀長の正室[31]。法名は慈雲院芳室紹慶[31][32]。
- 光秀尼[33]（摂取院光秀[34]、興俊尼[35]）：秀長の側室と伝えられる[36]。秋篠伝左衛門の娘[37]。

### 実子
- 羽柴与一郎[38]：木下与一郎とも[39]。天正10年（1582年）以前に夭折[38]。母は慈雲院とみられる[38]。妻は那古野因幡守（那古野勝泰か）の娘・岩（智勝院）と伝わる[38]。
- 豊臣秀保室：天正15年（1587年）[40]、またはそれ以前に生まれる[41]。母は光秀尼[41][注釈 1]。天正16年（1588年）に長谷寺に奉納された金燈籠には、和州大納言秀長公姫君三八（みや）女と刻まれている。
- 大善院（おきく）：天正16年（1588年）に生まれる[42]。生母は不明[42]。文禄4年（1595年）2月に毛利秀元に嫁ぎ、慶長14年（1609年）に死去した[42]。

### 養子
- 藤堂高吉：丹羽長秀の三男・仙丸。秀吉の命で甥の秀保が後継者となったため、秀長家臣の藤堂高虎の養子となった。
- 豊臣秀保：秀長の姉・智と三好吉房の次男。秀長の実子おみやを正室に迎え、秀長の後継者となった。
- 岩：名古屋山三郎の妹。秀長の実子・羽柴小一郎の正室となり、小一郎の死後一旦秀長の養女となる。その後森忠政の継室となった。娘に「お宮」と「お菊」と名付けている。これは秀長の実子「みや」「おきく」と同名である。

## 家臣
「三家老」として横浜一庵（5万石）、羽田正親（4万8千石）、小川下野守（3万5千石）がいる。
木下昌利（将監）は、秀長の但馬国有子山城主時代に、城代として配されていたようである。昌利は「秀長の一族」と伝わる。その一方で、秀長の家臣ではなく、秀吉から直接出石郡と有子山城を与えられて同地を支配していたとする説もある。三木合戦においては三木城包囲に参加した。
その他に藤堂高虎、宇多頼忠（1万3千石）、桑山重晴、小堀正次（新介、5千石）、吉川平介（平助、7千石）、杉若無心、多賀秀種、本多俊政（大和高取1万5千石）、堀秀村、池田秀雄、黒田利則、黒田直之、紀州の国人である玉置直和や湯川光春、賤ヶ岳の戦いで一番槍となった桜井家一（佐吉、3千石）などがいた。
また、中井正清、小堀政一（遠州）など、築城、造園に長じた人物を多数登用した。正清、政一らは秀長の死後、それぞれ徳川家康に召抱えられて栄達し、近世の建築に寄与した。

## 菩提寺
- 如意山春岳院
  - 奈良県大和郡山市新中町2
- 大納言塚
  - 大和郡山市箕山町14-8
- 大徳寺塔頭大光院
  - 京都府京都市北区紫野大徳寺町92

## 関連作品

### 小説
- 司馬遼太郎「大和大納言」（初出は『豊臣家の人々』中央公論社・1967年 に所収。現在は『豊臣家の人々』中公文庫・ISBN 4122020050・1993年、及び『司馬遼太郎短篇全集 第十一巻』文藝春秋・ISBN 4166415603・2006年 に所収）
- 堺屋太一『豊臣秀長-ある補佐役の生涯』（初出は1985年、現在は文春文庫・上巻 ISBN 4167193140 下巻 ISBN 4167193159・1993年） - 1996年NHK大河ドラマ『秀吉』原作
- 志木沢郁『豊臣秀長』（学研M文庫・ISBN 9784059012184・2008年）
- 鞍馬良『秀長さん』（文芸社・ISBN 9784286119724・2012年）
- 福永英樹『志 豊臣秀長伝』（幻冬舎・ISBN 9784779009372・2013年）

### 映画
豊臣秀長が登場する映画
- 利休（1989年、松竹）演：田村亮
- 清須会議（2013年、東宝）演：梶原善
- 首（2023年、東宝・KADOKAWA）演：大森南朋

### テレビドラマ
豊臣秀長が主人公のテレビドラマ
- 豊臣兄弟!（2026年予定、NHK大河ドラマ）演：仲野太賀

豊臣秀長が登場するテレビドラマ
- 太閤記（1965年、NHK大河ドラマ）演：冨田浩太郎
- おんな太閤記（1981年、NHK大河ドラマ）演：中村雅俊
- 春日局（1989年、NHK大河ドラマ）演：益富信孝
- 豊臣秀吉 天下を獲る!（1995年、テレビ東京12時間超ワイドドラマ）演：田中隆三
- 秀吉（1996年、NHK大河ドラマ）演：高嶋政伸
- 太閤記 サルと呼ばれた男（2003年、フジテレビ）演：風間俊介
- 功名が辻（2006年、NHK大河ドラマ）演：春田純一
- 寧々〜おんな太閤記（2009年、テレビ東京新春ワイド時代劇）演：福士誠治
- 江〜姫たちの戦国〜（2011年、NHK大河ドラマ）演：袴田吉彦
- 軍師官兵衛（2014年、NHK大河ドラマ）演：嘉島典俊
- 真田丸（2016年、NHK大河ドラマ）演：千葉哲也
- どうする家康（2023年、NHK大河ドラマ）演：佐藤隆太

### 楽曲
- さくらゆき「傍らの月」（2024年、作詞：小栗さくら、作曲：眞鍋香我）